# Adriana González Carrillo
Pour les articles homonymes, voir González et Carrillo.
Adriana González Carrillo (Mexico, née le 16 mars 1975) est une femme politique mexicaine, membre du Partido Acción Nacional, a occupé les fonctions de députée fédérale et de sénatrice.